# Gabriel Arias
Gabriel Arias Arroyo (Neuquén, 13 de setembro de 1987) é um futebolista profissional argentino nacionalizado chileno que atua como goleiro. Atualmente, defende o Racing Club.

## Títulos
Olimpo
- Primera B Nacional: 2009-10

Racing Club
- Superliga Argentina: 2018-2019
- Trofeo de Campeones de la Liga Profesional: 2022[2]
- Copa Sul-Americana: 2024
- Recopa Sul-Americana: 2025